# Ecgþeow
Ecgþeow, o Edgetho (proto-norreno *Agiþewaz), (... – 502 circa), è stato un condottiero sueone, del clan dei Wægmunding, padre del leggendario Beowulf.
Non è menzionato da nessuna parte al di fuori del poema epico anglosassone Beowulf e non si sa se sia basato su una persona esistita realmente. 
Sposò la figlia di Hreðel, re dei Geati.
Il suo nome potrebbe essere letto come ecg + þeow, "servo della lama" (cioè thane della spada); oppure, se il suo nome fosse un composto del tipo bahuvrihi come molti altri nomi di eroi germanici, indicherebbe perizia con la spada, avendo il significato letterale di "la cui serva è la lama".
È menzionato per la prima volta nel Beowulf nei versi 262-266, quando Beowulf dice al guardiano della costa che "Mio padre era noto a tutti quanti", lo chiama "nobile condottiero" e dice che morì dopo aver vissuto "molti inverni" e che è ricordato ovunque dagli uomini saggi.
Nei versi 372-375, Hroðgar, il re danese, parla di Ecgþeow, ricordando che sposò l'unica figlia femmina di re Hreðel.
Ai versi 456-472, Hroðgar racconta la storia di come Ecgþeow una volta giunse a chiedergli aiuto: aveva ucciso Heaðolaf, un uomo di un altro clan chiamato i Wulfing (è probabile che siano i leader dell'Östergötland). Uno dei modi dei Germani di risolvere una faida di sangue era di pagare un guidrigildo o di essere bandito. La gente di Ecgþeow non poteva pagare un guidrigildo, oppure i Wulfing lo rifiutarono; perciò Ecgþeow fu costretto ad andarsene dalla sua terra. Andò nella terra dei Danesi; Hroðgar pagò il guidrigildo, ed Ecgþeow fece un giuramento di amicizia con lui.
I Wulfing sono probabilmente i Wylfing menzionati nel Widsith, e secondo il Widsith uno dei suoi condottieri era Helm. Hroðgar sposò Wealhþeow, una Helming, che perciò è probabile che appartenesse ai Wulfing, e questo può spiegare perché Ecgþeow si recò proprio in Danimarca. Hroðgar poteva essere capace di sfruttare i suoi legami familiari per persuadere i Wulfing ad accettare il guidrigildo e far cessare la faida.
Hroðgar interpreta il viaggio di Beowulf come il ringraziamento del figlio per quello che Hroðgar aveva fatto al padre.
Ai versi 2428-2429 apprendiamo che il giovane Beowulf fu allevato e cresciuto in casa di Hreðel a partire dagli otto anni di età; presumibilmente Ecgþeow morì quando Beowulf aveva sette anni. Come era morto Ecgþeow non è detto.
Ai versi 2813-2815 apprendiamo che il thane Wiglaf è un Waegmunding; perciò suo padre Weohstan doveva essere in qualche modo imparentato con Ecgþeow.